# Centro de Pesquisas Leopoldo Américo Miguez de Mello
O CENPES (Centro de Pesquisas, Desenvolvimento e Inovação Leopoldo Américo Miguez de Mello) é a unidade da Petrobras responsável pelas atividades de pesquisa e desenvolvimento (P&D) e da empresa. Atualmente é um dos maiores complexos de pesquisa aplicada à indústria de energia do mundo.